# سیرا بلنکا (تگزاس)
سیرا بلنکا، تگزاس (به انگلیسی: Sierra Blanca, Texas) یک منطقهٔ مسکونی در ایالات متحده آمریکا است که در تگزاس واقع شده‌است.

## خصوصیات
سیرا بلنکا ۱۰٫۶ کیلومترمربع مساحت و ۵۵۳ نفر جمعیت دارد و ۱٬۳۸۰ متر بالاتر از سطح دریا واقع شده‌است.